# Philipp Rüschemeyer
Philipp Rudolph Rüschemeyer (* 4. April 1895 in Osnabrück-Blumenhalle; † 26. Oktober 1972 in Ohrbeck) war ein deutscher Arzt und Kommunalpolitiker (Zentrumspartei/CDU).

## Leben
Philipp Rüschemeyer studierte Medizin und wurde 1926 mit der Arbeit Über die Blutkörperchen-Senkungsreaktion unter Berücksichtigung der Plasma-Viskosität und deren Beziehungen zur Senkungs-Geschwindigkeit nach Lichtkasten-Behandlung an der Humboldt-Universität zu Berlin zum Dr. med. promoviert. Er war als Arzt tätig. Vor 1933 war er für die Zentrumspartei als Stadtratsverordneter in Berlin engagiert. Er wurde von den Nationalsozialisten aufgrund seines politischen Engagements verfolgt.
Im Sommer 1945 initiierte er zusammen mit den Zentrumspolitikern Bernhard Pfad und Anton Storch sowie Adolf Cillien am 18. Oktober 1945 die Gründung der CDU für das heutige Bundesland Niedersachsen ohne die alten Regierungsbezirke Oldenburg und Braunschweig.
Philipp Rüschemeyer war als Nachfolger von Adolf Cillien von 1960 bis 1962 Landesvorsitzender der CDU Hannover und von 1947 bis 1962 Bezirksvorsitzender in Osnabrück-Emsland, Fraktionsvorsitzender im Bezirkslandtag der britischen Zone sowie Gemeindevertreter in Ohrbeck. Er war als Vorsitzender des Landesverbandes der CDU Teilnehmer des 9. CDU-Bundesparteitag in Karlsruhe 26. bis 29. April 1960.
1962 wurde Philipp Rüschemeyer von Kardinal-Großmeister Eugène Kardinal Tisserant zum Ritter des Ritterordens vom Heiligen Grab zu Jerusalem ernannt und am 15. Dezember 1962 in Köln durch Lorenz Jaeger, Großprior der deutschen Statthalterei, investiert.
Er heiratete am 1. November 1925 in Berlin die Ärztin Euphemia Theresia Ross (1896–1967); aus der Ehe stammten Rolf Rüschemeyer, Hildegard Geissler, geb. Rüschemeyer, Dietrich Rüschemeyer, Professor für Soziologie und Politikwissenschaften an der Brown University, Christoph Rüschemeyer, Mechthild Fischer, geb. Rüschemeyer und Ursula Naber, geb. Rüschemeyer.